# Ропша (Кингисеппский район)
Ро́пша (фин. Ropsu) — деревня в Кингисеппском районе Ленинградской области. Входит в состав Кузёмкинского сельского поселения.

## История
Впервые упоминается как деревня Iserschoi by — 16 обеж, в шведских писцовых книгах 1618—1623 годов.
На карте Ингерманландии А. И. Бергенгейма, составленной по шведским материалам 1676 года, упоминается как мыза Iserskoi Hoff.
На шведской «Генеральной карте провинции Ингерманландии» 1704 года — как мыза Iserschoi hof.
На карте Ингерманландии А. Ростовцева от 1727 года — как мыза Ропса.
Две деревни Ропша, на противоположных берегах реки Мертвица, обозначены на карте Санкт-Петербургской губернии Ф. Ф. Шуберта 1834 года.

РОПША — деревня, принадлежит баронессе Де-Боде, число жителей по ревизии: 102 м. п., 98 ж. п. (1838 год)

На этнографической карте Санкт-Петербургской губернии П. И. Кёппена 1849 года она обозначена как деревня «Ropsu», расположенная в ареале расселения ижоры. В пояснительном тексте к этнографической карте Санкт-Петербургской губернии П. И. Кёппена 1849 года записаны: 
- Ropsu, Herrensitz (мыза Ропша), количество жителей на 1848 год: ижоры — 9 м. п., 5 ж. п., всего 14 человек
- Ropsu, Dorf (деревня Ропша), количество жителей на 1848 год: ижоры — 67 м. п., 65 ж. п., савакотов — 45 м. п., 47 ж. п., всего 224 человека.

Ижоры относились к православному Кейкинскому Петропавловскому приходу, савакоты — к лютеранскому приходу Косёмкина
На карте профессора С. С. Куторги 1852 года также упомянуты две деревни Ропша на разных берегах реки Мертвица.

РОПША — деревня барона Де-Боде, по просёлочной дороге, число дворов — 27, число душ — 107 м. п. (1856 год)

РОПША — деревня, число жителей по X-ой ревизии 1857 года: 109 м. п., 109 ж. п., всего 218 чел.

Василий Тимирязев (брат Климента Аркадьевича) вспоминал усадебный дом в Ропше: «В детстве и юности я часто живал в нём, и невольно мне грезилась в каждом уголке длинного старого деревянного дома, построенного моим дедушкой, бароном Климентом Карловичем Боде, высокая строгая старуха, моя прабабушка».

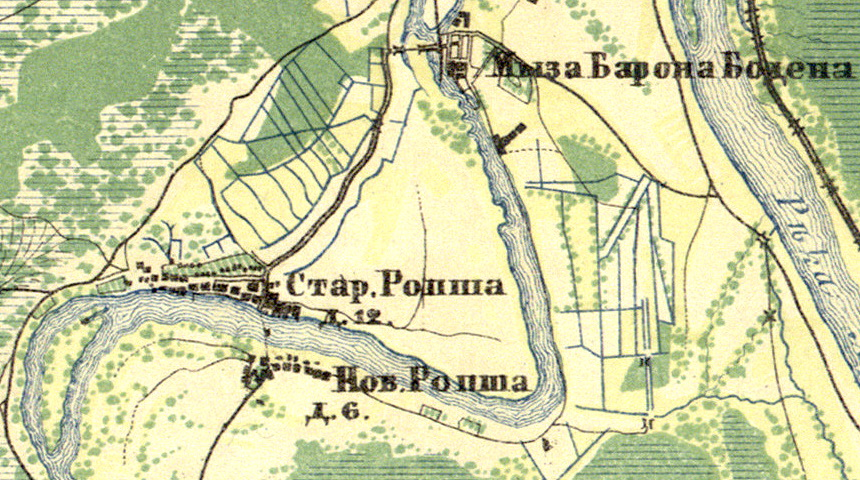
Деревня Ропша на карте 1860 года

В 1860 году деревня состояла из двух частей — Старая Ропша из двенадцати и Новая Ропша из шести крестьянских дворов. Между деревнями существовала паромная переправа. К северу от деревни Старая Ропша находилась «Мыза Барона Бодена».

РОПША — деревня владельческая при реке Россони, число дворов — 34, число жителей: 115 м. п., 116 ж. п. 

РОПША — мыза владельческая при реке Россони, число дворов — 1, число жителей: 7 м. п., 2 ж. п. (1862 год)

В 1864—1868 годах временнообязанные крестьяне деревни выкупили свои земельные наделы у баронессы Ш. Ф. де Боде и стали собственниками земли.

РОПША — деревня, по земской переписи 1882 года: семей — 49, в них 145 м. п., 151 ж. п., всего 296 чел.

Согласно материалам по статистике народного хозяйства Ямбургского уезда 1887 года, мыза Ропша площадью 85 десятин принадлежала эстляндским уроженцам Г. М. и Л. М. Левер, она была приобретена в 1881 году, на мызе была водяная мельница.

РОПША — деревня, число хозяйств по земской переписи 1899 года — 59, число жителей: 189 м. п., 193 ж. п., всего 382 чел.
 разряд крестьян: бывшие владельческие, народность: финская — 298 чел., русская — 55 чел., смешанная — 29 чел.

В конце XIX — начале XX века деревня административно относилась к Наровской волости 2-го стана Ямбургского уезда Санкт-Петербургской губернии. Население деревни было исключительно финским.
По данным «Памятной книжки Санкт-Петербургской губернии» за 1905 год мызой Ропша площадью 85 десятин владели: Придик Карья, Эдуард Яновы, Карл Якобов Турро и Соклант. А также, участком земли мызы Ропша площадью 523 десятины, владели: Ян Корья, Иозеп Осиповы, Юган Милли и Карл Турро. Кроме того «Общество крестьян деревни Ропша» владело пустошью Приморская Мертвица, площадью 1424 десятины.
С 1917 года мыза Ропша входила в состав Ропшинского сельсовета Наровской волости Кингисеппского уезда.
С 1924 года деревня Ропша входила в состав Кузёмкинского сельсовета.
Согласно данным переписи населения СССР 1926 года в деревне Ропша Больше-Кузёмкинского сельсовета Наровской волости Кингисеппского уезда проживали 188 человек, большинство ижоры, а также финны, русские и эстонцы.
С августа 1927 года в составе Кингисеппского района.
По данным 1933 года в состав Кузёмкинского сельсовета входили деревни Старая Ропша, Малая Ропша и выселок Ропша.

План деревни Ропша. 1938 год

Согласно топографической карте 1938 года деревня насчитывала 31 двор. С новой частью деревню соединял наплавной мост.
C 1 августа 1941 года по 31 января 1944 года деревня находилась в оккупации.
В 1958 году население деревни Ропша составляло 220 человек.
По данным 1966, 1973 и 1990 годов деревня Ропша входила в состав Кузёмкинского сельсовета Кингисеппского района.
В 1997 году в деревне проживали 60 человек, в 2002 году — 80 человек (русские — 89 %), в 2007 году — 91, в 2010 году — 106.

## География
Деревня расположена в северо-западной части района на автодороге 41К-109 (Лужицы — Первое Мая).
Расстояние до административного центра поселения — 2 км.
Расстояние до ближайшей железнодорожной станции Усть-Луга — 22 км.
Деревня находится на берегу реки Мертвица.

## Демография
| 1862 | 2007 | 2010 | 2017 |
| ---- | ---- | ---- | ---- |
| 240  | ↘91  | ↗106 | ↘73  |

### Национальный состав
Согласно данным Всероссийской переписи населения 2021 года в деревне проживали 37 человек, из них:
 русские — 23 человека, остальные национальность не указали.

## Известные уроженцы
- Фёдорова (Рякяля) Евдокия Даниловна (1867—1932) — ижорская рунопевица[35]

## Улицы
Заречная, Луговая, Речная, Садовая.